# Issai Schur
Issai Schur (Mahilou, 10 de janeiro 1875 — Tel Aviv, 10 de janeiro 1941) foi um matemático russo-alemão que trabalhou a maior parte de sua vida na Alemanha.

## Vida
Foi um matemático russo que trabalhou na Alemanha a maior parte de sua vida. Ele estudou na Universidade de Berlim. Ele obteve seu doutorado em 1901, tornou-se professor em 1903 e, após uma estadia na Universidade de Bonn, professor em 1919.
Como aluno de Ferdinand Georg Frobenius, trabalhou em representação de grupo (o assunto com o qual está mais associado), mas também em combinatória e teoria dos números e até física teórica. Ele é talvez mais conhecido hoje por seu resultado sobre a existência da decomposição de Schur e por seu trabalho sobre representações de grupo (lema de Schur).
Schur publicou sob o nome de I. Schur e J. Schur, este último especialmente no Journal für die reine und angewandte Mathematik. Isso gerou alguma confusão.

## Conceitos com o nome de Schur

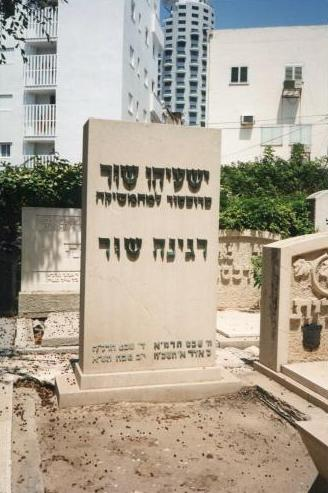
Sepultura de Schur no Cemitério Trumpeldor em Tel Aviv

- Complemento de Schur
- Desigualdade de Schur

## Publicações selecionadas
- Ein Beitrag zur Hilbertschen Theorie der vollstetigen quadratischen Formen. In: Mathematische Zeitschrift. Volume 12, Number 1 / Dezember 1922, p. 287–297. Springer Berlin-Heidelberg
- Einige Bemerkungen zu der vorstehenden Arbeit des Herrn A. Speiser. In: Mathematische Zeitschrift. Volume 5, Numbers 1-2 / März 1919, p. 7–10. Springer Berlin-Heidelberg
- Elementarer Beweis eines Satzes von L. Stickelberger. In: Mathematische Zeitschrift. Volume 29, Number 1 / Dezember 1929, p. 464–465. Springer Berlin-Heidelberg
- Elementarer Beweis einiger asymptotischer Formeln der additiven Zahlentheorie. In: Mathematische Zeitschrift. Volume 24, Number 1 / Dezember 1926, p. 559–574. Springer Berlin-Heidelberg
- Über das Maximum des absoluten Betrages eines Polynoms in einem gegebenen Intervall. In: Mathematische Zeitschrift. Volume 4, Numbers 3-4 / September 1919, p. 271–287. Springer Berlin-Heidelberg
- Über die Äquivalenz der Cesàroschen und Hölderschen Mittelwerte. In: Mathematische Annalen. Volume 74, Number 3 / September 1913, p. 447–458. Springer Berlin-Heidelberg
- Über die charakteristischen Wurzeln einer linearen Substitution mit einer Anwendung auf die Theorie der Integralgleichungen. In: Mathematische Annalen. Volume 67, Number 3 / September, 1909, p. 488–510. Springer Berlin-Heidelberg
- Über die Kongruenz {\displaystyle x^{m}+y^{m}\equiv z^{m}(\mod p).} Jahresbericht der DMV Ausgabe 25, p. 114–117, Teubner Stuttgart 1917.
- Über die Verteilung der Wurzeln bei gewissen algebraischen Gleichungen mit ganzzahligen Koeffizienten. In: Mathematische Zeitschrift. Volume 1, Number 4 / Dezember 1918, p. 377–402. Springer Berlin-Heidelberg
- Über eine fundamentale Eigenschaft der Invarianten einer allgemeinen binären Form. In: Mathematische Zeitschrift. Volume 15, Number 1 / Dezember 1922, p. 81–105. Springer Berlin-Heidelberg
- Über einen von Herrn L. Lichtenstein benutzten Integralsatz. In: Mathematische Zeitschrift. Volume 7, Numbers 1-4 / März 1920, p. 232–234. Springer Berlin-Heidelberg
- Über endliche Gruppen und Hermitesche Formen. In: Mathematische Zeitschrift., Volume 1, Numbers 2-3 / Juni 1918, p. 184–207. Springer Berlin-Heidelberg
- Über Gruppen linearer Substitutionen mit Koeffizienten aus einem algebraischen Zahlkörper. In: Mathematische Annalen. Volume 71, Number 3 / September 1911, p. 355–367. Springer Berlin-Heidelberg
- Zur Arithmetik der Potenzreihen mit ganzzahligen Koeffizienten. In: Mathematische Zeitschrift. Volume 12, Number 1 / Dezember 1922, p. 95–113. Springer Berlin-Heidelberg
- Zur Irreduzibilität der Kreisteilungsgleichung. Mathematische Zeitschrift, Volume 29, Number 1 / Dezember 1929, p. 463. Springer Berlin-Heidelberg
- Zur Theorie der Cesàroschen und Hölderschen Mittelwerte. In: Mathematische Zeitschrift. Volume 31, Number 1 / Dezember 1930, p. 391–407. Springer Berlin-Heidelberg
- Zur Theorie der linearen homogenen Integralgleichungen. In: Mathematische Zeitschrift. Volume 67, Number 3 / September, 1909, p. 306–339. Springer Berlin-Heidelberg